# Marta Infante Sánchez
Marta Infante Sánchez (1964) es una brióloga, y botánica española. Es investigadora, y profesora en el Departamento de Botánica, Museo de Ciencias Naturales de Álava. En 2001, obtuvo su doctorado, realizando la defensa de la tesis: Las hepáticas y antocerotas (Marchantiophyta y Anthocerotophyta) en la Comunidad Autónoma del País Vasco, en la Universidad del País Vasco. Ha realizado exploraciones botánicas a Guinea Ecuatorial, un país de África Central.

## Algunas publicaciones
- marta Infante Sánchez, patxi Heras Pérez. 2010. Briófitos (musgos y hepáticas) de Cantabria: panorámica sobre su conocimiento y conservación. En: Locustella: Anuario de la Naturaleza de Cantabria, ISSN 1698-157X, N.º 7, 2010, pp. 64-73

- patxi Heras Pérez, marta Infante Sánchez. 2000. On the presence of Hamatocaulis vernicosus (Mitt.) Hedenäs (Amblystegiaceae) in Spain. 2 pp.

- ---------------------, ---------------------------. 1999. Bryophytes from the Republic of Equatorial Guinea (West Central Africa). IV. Notes on some nomina nuda from Annobon. Tropical Bryology 16: 127-129 artículo en línea (enlace roto disponible en Internet Archive; véase el historial, la primera versión y la última).

- ---------------------, ---------------------------. 1998a. Hepáticos y musgos recolectados por M. Gandoger en el País Vasco. En: Estudios del Museo de Ciencias Naturales de Álava, ISSN 0214-915X, Vol. 13, pp. 27-30

- ---------------------, ---------------------------. 1998b. Notas sobre la presencia de "Sphagnum contortum" Karl F. Schultz (Musci) en España. En: Estudios del Museo de Ciencias Naturales de Álava, ISSN 0214-915X, Vol. 13, pp. 31-34

- marta Infante Sánchez, patxi Heras Pérez. 1998c. Notas sobre la presencia del género "Buxbaumi" en la península ibérica. En: Estudios del Museo de Ciencias Naturales de Álava, ISSN 0214-915X, Vol. 13, 1998, pp. 35-38

- ---------------------, ---------------------------. 1998d. Bryophytes from the Republic of Equatorial Guinea (West - Central Africa). III. Contribution to the bryoflora of Rio Muni (Continental Region). Tropical Bryology 15: 1-13

- josé a. Fernández, marta Infante Sánchez, patxi Heras Pérez, a. Carballeira. 1998d. Biocontrol de la deposición atmosférica de metales pesados en el país Vasco, Cantabria y Castilla-León (España) mediante musgos terrestres. En: Estudios del Museo de Ciencias Naturales de Álava, ISSN 0214-915X, Vol. 13, 1998, pp. 39-48

- patxi Heras Pérez, marta Infante Sánchez. 1996. Bryophytes from the Republic of Equatorial Guinea (West - Central Africa). I. Introduction and preliminary checklist. Tropical Bryology 12:

41-58

### Libros
- marta Infante Sánchez, patxi Heras Pérez. 2007. Briófitos (musgos y hepáticas) del Parque Natural de la Sierra y los Cañones de Guara. Volumen 5 de Colleció Pius Font i Quer. Editor	Institut d'estudis Ilerdencs, 236 pp. ISBN 8489943982

- patxi Heras Pérez, marta Infante Sánchez. 2004. Musgos: la añoranza del agua. Editor Museo de Ciencias Naturales de Alava, 16 pp.

- marta Infante Sánchez. 2000. Las hepáticas y antocerotas (Marchantiophyta y Anthocertophyta) en la Comunidad Autónoma del País Vasco. Editor Universidad del País Vasco, Facultad de ciencias, 309 pp.

- ---------------------------, william r. Buck. 1997. Bryophytes from the Republic of Equitorial Guinea (west-central Africa) II: bryophytes collected by Emilio Guinea (1907-1985) in the island of Bioco in 1947

- ---------------------------, francisco Heras. 1988. Generalidades sobre los briófitos (Hepáticas y musgos). Editor Diputación Foral de Alava, 12 pp.

### Comunicaciones a Congresos

#### Comunicaciones sobre Briófitos. En: XVIII Simposio de Botánica Criptogámica, 2011
- josé gabriel Segarra-Moragues, felisa Puche, marko Sabovljevic, patxi Heras, marta Infante. Revisión sistemática de Riella subgen. Trabutiella (Riellaceae, Sphaerocarpales)

- felisa Puche Pinazo1, josé gabriel Segarra-Moragues, marko Sabovljevic, marta Infante, Patxi Heras. ¿Qué es Riella helicophylla (Sphaerocarpales, Riellaceae)?

- La abreviatura «M.Infante» se emplea para indicar a Marta Infante Sánchez como autoridad en la descripción y clasificación científica de los vegetales.[5]